# 賴尼沃尼納希特里尼奧尼
賴尼沃尼納希特里尼奧尼（19世纪—1868年）是马达加斯加伊默里納王國政治人物，1852年至1864年担任该国首相。

## 生平
賴尼沃尼納希特里尼奧尼是馬達加斯加首相赖尼哈罗的长子，也是赖尼莱亚里沃尼的长兄。赖尼哈罗于1852年逝世后，賴尼沃尼納希特里尼奧尼随即继承父位担任首相。
1861年，腊纳瓦洛娜一世逝世，其子腊科托继位，史称拉達馬二世，在位期间，拉達馬二世試圖緩和其母亲腊纳瓦洛娜的嚴厲政策，加强与英法等国的外交关系；但賴尼沃尼納希特里尼奧尼与赖尼莱亚里沃尼等人却希望终止君主絕對權力，反对拉達馬二世的政策，因此，他们最终在1863年發動政變刺杀了拉達馬二世，并拥立王后臘博多為女王，史稱腊佐赫里纳，賴尼沃尼納希特里尼奧尼随即获任首相，但他本人骄横跋扈，并不尊重支持他的女王，加之杀害拉達馬二世引发国民不满，其弟赖尼莱亚里沃尼随即与腊佐赫里纳发动政变，将賴尼沃尼納希特里尼奧尼罢黜并放逐到馬達加斯加高地南方的贝齐寮部落:422，直到他1868年逝世。而赖尼莱亚里沃尼也随即取代他成为首相并与女王政治联姻:48-54。